# Антуан Жолі
Франсуа-Антуан Жолі (фр. François-Antoine Jolly; 25 грудня 1662, Париж — 30 липня 1753, там само) — французький поет, драматург і видавець.

## Біографія
Народився у Парижі в 1662 (за іншими джерелами, 1672) році у родині шинкаря. Прислуговуючи за столом, почув розповідь мадам Мюрат і зацікавився літературою. Як лібретист і драматург показав себе з першого десятиліття XVIII століття, почавши зі створення лібрето для опери Стука «Мелеагр» у 1709 році. Великим успіхом у публіки користувалася його комедія у віршах «Школа коханців». Виступав в якості видавця зібрань творів Мольєра (у 6 томах, 1734 рік, і у 8 томах, 1739 рік), Расіна (в 2 томах), Корнеля (в 5 томах), тритомника «Театр Монфлері, батька і сина». З 1737 року працював королівським цензором.
З часом у Жолі з'явилися покровителі у вищих колах тогочасного французького суспільства, включаючи принца де Конті, якому автор присвятив «Школу коханців», і кардинала Флері, а пізніше генерального контролера фінансів д'Арнувіля. Із заступництвом кардинала Флері було пов'язано призначення Жолі на посаду королівського цензора. Жолі помер у 1753 році, залишивши після себе двох сестер, і був похований на парафіяльному цвинтарі Сен-Жермен-л'Оксеруа.

## Творчість
- 1709 — лібрето до опери «Мелеагр»
- 1718 — «Школа коханців» (фр. l’École des Amants), комедія у трьох актах у віршах (надрукована в 1719 році)
- 1726 — «Вередуха» (фр. La Capricieuse), комедія у трьох актах у віршах (поставлена в Італійському театрі, надрукована в 1727 році)
- 1726 — «Ревнива жінка» (фр. La Femme jalouse), комедія у трьох актах у віршах (поставлена в Італійському театрі, надрукована в 1727 році)

Жолі відомий як автор ще однієї трьохактної комедії у віршах — «Донна Ельвіра де Гусман». Цю комедю не ставили і не друкували, але вона була відома тільки по назві. У Паризькій національній бібліотеці зберігається його велика рукописна праця «Nouveau et grand cérémonial de France». За цю монографію обидві сестри автора отримували державну пенсію у розмірі 400 ліврів.